# Sara Hirschewna Minz

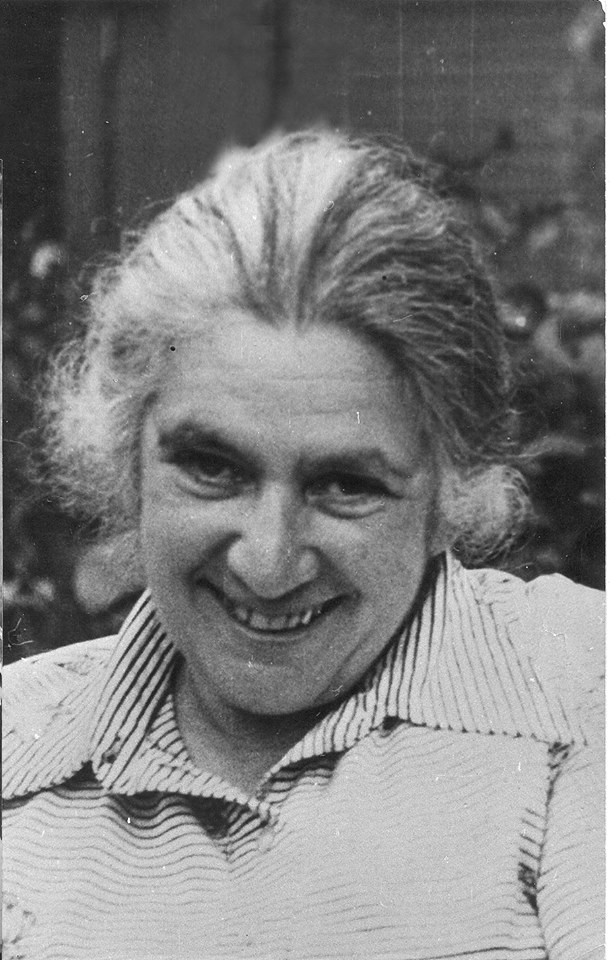
Sara Hirschewna Minz (1989)

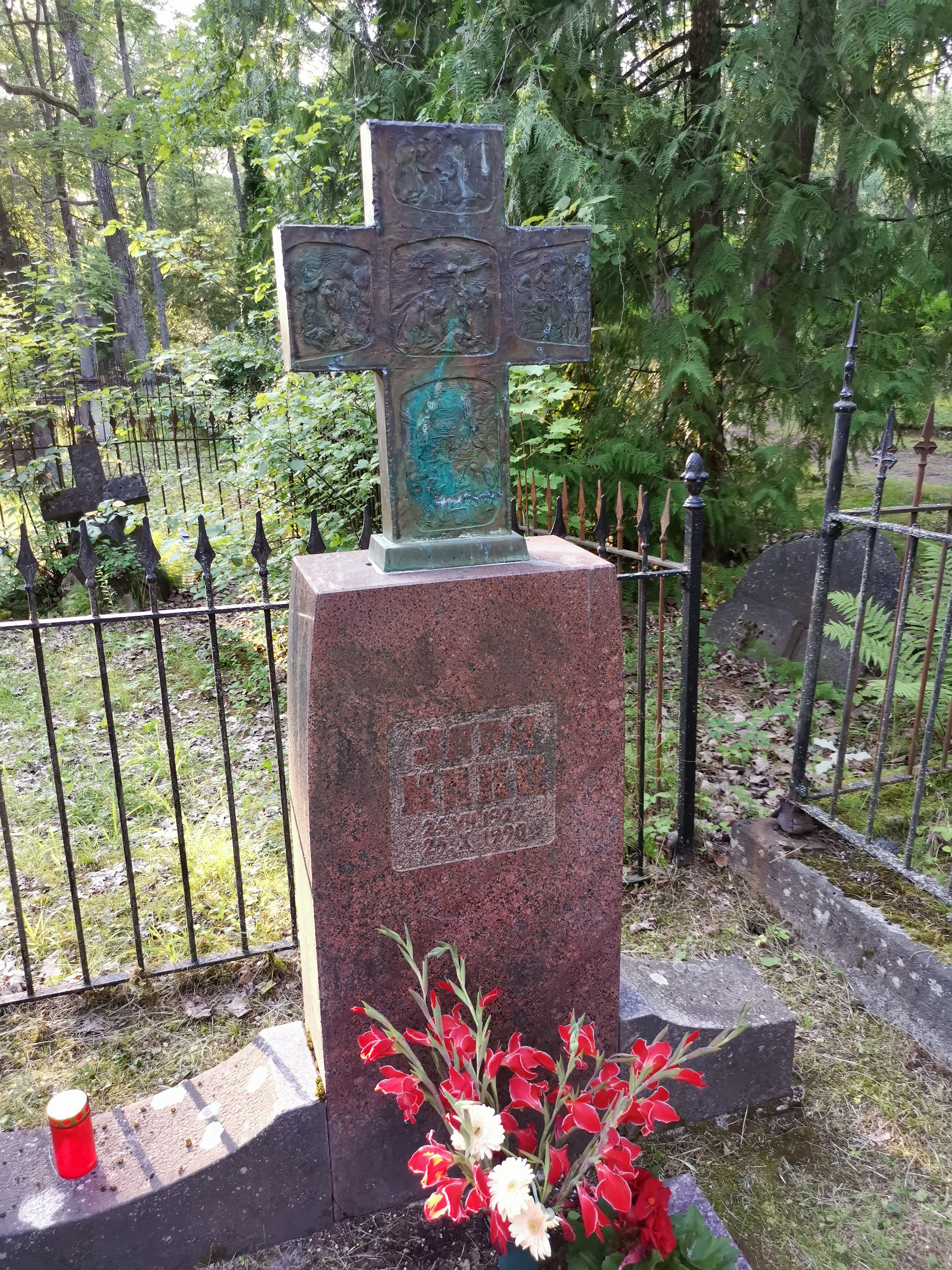
Grab auf dem Friedhof Tartu (Raadi kalmistu)

Sara Hirschewna (Grigorjewna) Minz (russisch Зара Гиршевна (Григорьевна) Минц; * 24. Juni 1927 in Pskow; † 25. Oktober 1990 in Bergamo) war eine sowjetische Literaturwissenschaftlerin und Hochschullehrerin.

## Leben
Bald nach Minz’ Geburt zog die Familie nach Leningrad. Die Mutter Frida (Freida) Abramowna Senderichina (1887–1939) aus Schklow war Zahnärztin. Der Vater Hirsch Jefremowitsch Minz (1880–1942) war Psychoneurologe und starb während des Deutschen Angriffskriegs im blockierten Leningrad. Der Gynäkologe Moissei-Issaak Senderichin (1893–1949) war ihr Onkel.
Zu Beginn des Kriegs wurde Minz mit der Schule aus Leningrad evakuiert.  Den Schulbesuch schloss sie in Tscheljabinsk ab. Nach Leningrad kehrte sie 1944 zurück und begann das Studium an der Universität Leningrad in der Abteilung für Russische Sprache und Literatur der Philologie-Fakultät. In Dmitri Maximows Seminar begann sie 1946 die Untersuchung der Werke Alexander Bloks. Aus politischen Gründen verteidigte sie jedoch eine Diplomarbeit über das Werk Eduard Bagrizkis. Das Studium schloss sie 1949 mit Auszeichnung ab.
Infolge der Anti-Kosmopolitismus-Kampagne konnte Minz nicht die Aspirantur beginnen und wurde stattdessen zur Arbeit in Wolchow eingeteilt, wo sie zwei Jahre lang Russische Sprache und Literatur in der Schule der Arbeiterjugend unterrichtete.
Im März 1951 heiratete  Minz den Literaturwissenschaftler Juri Lotman (1922–1993) und zog zu ihm nach Tartu. Sie arbeitete 1951–1956 als Lehrerin der Abteilung für Russische Sprache und Literatur des Lehrer-Instituts Tartu.
Ab 1955 lehrte Minz am Lehrstuhl für Russische Literatur der Universität Tartu. Sie verteidigte 1956 ihre Dissertation über die Entwicklungswege der sowjetischen Vorschulliteratur (1917–1930) am Staatlichen Pädagogischen Herzen-Institut Leningrad mit Erfolg für die Promotion zur Kandidatin der philologischen Wissenschaften. Sie wurde nun Senior-Lehrerin am Lehrstuhl für Russische Literatur der Universität Tartu und 1964 Dozentin.
An der Universität Tartu verteidigte Minz 1972 ihre Doktor-Dissertation über Alexander Blok und die russische Realismus-Literatur im 19. Jahrhundert mit Erfolg für die Promotion zur Doktorin der philologischen Wissenschaften. Allerdings wurde ihre Promotion aufgrund des externen Gutachtens Iossif Maschbiz-Werows von der Allunionszertifizierungskommission erst fünf Jahre später bestätigt. Die Ernennung zur Professorin erfolgte 1979. Zu dieser Verzögerung hatten auch ihre Untersuchungen der Tartu-Moskau-Semiotik-Schule und ihre Kontakte zu russischen und  estnischen Dissidenten beigetragen.
Minz' Forschungsschwerpunkte waren das Werk Alexander Bloks und das Silberne Zeitalter der russischen Poesie. Sie schrieb Essays über die Werke Anton Tschechows, Fjodor Sologubs, Andrei Belys, Jelena Guros, Wjatscheslaw Iwanows und Nikolai Minskis. Sie veröffentlichte die Werke Wladimir Solowjows und erforschte das Schaffen Dmitri Mereschkowskis. Neben ihren wissenschaftlichen Veröffentlichungen verfasste sie auch Schulbücher.
Gegen Ende der 1980er Jahre verschlechterte sich Minz' Gesundheitszustand sehr schnell. Nach der von der Universität Bergamo finanzierten erfolgreichen komplexen Operation in Bergamo starb sie infolge einer unerwarteten Komplikation am 25. Oktober 1990. Sie wurde in Tartu auf dem Raadi-Friedhof beigesetzt.
Der Literaturwissenschaftler Mihhail Lotman (* 1952), der Künstler Grigori Lotman (* 1953) und der Biologe Aleksei Lotman (* 1960) sind Minz' Söhne.